# Герб Федерації Вест-Індії
Герб Федерації Вест-Індії використовувався з 1958 по 1962 рік. 

## Опис
На тлі щита було чотири однаково розташовані вузькі білі смуги з десятьма помаранчево-золотими дисками, що представляли кожну групу островів, хвилеподібно через блакитне поле, що представляло Карибське море та сонце, що світить на хвилях. Ці пристрої базувалися на прапорі, спочатку розробленому Една Менлі. На щит накладено трикутник, увінчаний левом-охоронцем. Сувій внизу проголошує Жити разом в єдності (англ. To Dwell Together In Unity). З обох боків щит підтримується національним птахом федерації, пеліканом, з розправленими крилами. Над цим шолом, увінчаний палаючим факелом, який тримає вертикальна рука. Факел означає маяк, який освітлює шлях.
Дизайн факела відображено на нинішніх гербах Барбадосу, Сент-Люсії та Сент-Кітс і Невіс.